# Old Christians Club
Old Christians Club es una entidad polideportiva con sede en Montevideo, Uruguay. Fundado como club de rugby, posteriormente adquirió carácter polideportivo al desarrollar otras disciplinas como fútbol, hockey, básquetbol y handball.
A pesar de tener sede en Montevideo, su principal campo se encuentra en Solymar, Ciudad de la Costa en el departamento de Canelones. El club cobró notoriedad internacional debido a que integrantes de su plantel de rugby eran pasajeros del  Vuelo 571 de la Fuerza Aérea Uruguaya que se estrelló en la Cordillera de los Andes mientras se dirigía a Chile para disputar un partido.
La sección de rugby es una de las más destacables del club y Old Christians es hoy en día uno de los clubes de rugby más importantes del país, después de haber ganado el Campeonato Uruguayo de Rugby en 22 ocasiones, la última en 2024.

## Historia
Old Christians Club fue fundado en 1962 por alumnos del Colegio Stella Maris –un colegio privado y católico de Montevideo administrado por los Hermanos Cristianos–. Inicialmente se trataba únicamente de un club de rugby, ya que fue creado con el objetivo de que los estudiantes que se graduaban no abandonasen la práctica del deporte que se practicaba en la institución. No obstante, posteriormente se desarrolló también un campo de hockey y una sección femenina, convirtiéndose así en un club polideportivo.

## Accidente de los Andes
El 13 de octubre de 1972, un avión que transportaba a 40 miembros y jugadores del equipo de rugby del club en el camino a Chile, se estrelló en la Cordillera de los Andes. Más de una cuarta parte de los pasajeros murieron en el accidente y varios más sucumbieron al frío y las lesiones. Los equipos de rescate no dieron cuenta de los supervivientes hasta 72 días después del accidente, cuando los pasajeros Fernando Parrado y Roberto Canessa –ambos jugadores del Old Christians–, después de un viaje de 10 días a través de las montañas, se encuentran con un arriero chileno, llamado Sergio Catalán, que les dio alimentos y luego alertó a las autoridades sobre la existencia de los otros supervivientes. Desde entonces, la historia del desastre ha sido representada en numerosas ocasiones en películas, programas de televisión y libros.
Lastimosamente sobrevivieron muy pocos: 
Fernando Parrado (Nando),
Roberto Canessa,
Antonio Vizintín (Tintín),
Gustavo Zerbino,
Carlos Miguel Páez,
Eduardo José Strauch,
Adolfo Luis Strauch,
Daniel Fernández Strauch,
José Luis Nicolás Inciarte (DEP),
José Pedro Jacinto María Algorta,
Álvaro Mangino Schmid (DEP),
Roy Álex Harley,
Javier Alfredo Methol (DEP),
Roberto Fernando (Bobby François),
Ramón Mario Sabella,
Alfredo Daniel Delgado.

## Rugby
A pesar de ser uno de los clubes más jóvenes de Montevideo, Old Christians ha logrado un éxito notable en la escena nacional, ganando su primer título sólo seis años después de su creación. Desde entonces la institución se ha convertido en un grande del rugby del país, ganando el campeonato de primera 20 veces. Desde 2010 organiza el Seven Nocturno, un certamen de rugby 7 que participan clubes argentinos y uruguayos, y del cual Old Christians salió campeón en las ediciones del 2011 y 2012.
Muchos jugadores del Old Christians han pasado a representar a Uruguay a nivel internacional. Asimismo, los principales rivales del club son Carrasco Polo y Old Boys.

### Palmarés
- Campeonato Uruguayo de Rugby (21): 1968, 1970, 1973, 1976, 1977, 1978, 1979, 1980, 1982, 1984, 1985, 1986, 1987, 1988, 1989, 2007,[11] 2015, 2016,[12] 2017,[13] 2019,[14]2023[15] y 2024.
- Copa Nacional de Clubes (1): 2022
- Copa Uruguay (1): 2014